# 居銮火车站咖啡店
居銮火车站咖啡店（英語：Kluang Coffee Station）是位于马来西亚柔佛州居銮市居銮站的一间咖啡店，创立于1938年，是全马历史最悠久的火车站咖啡店。创办人为林銮熙。
此外，居銮火车站咖啡店在居銮当地有四间分店，并在雪兰莪也设立了首间分店。第二次世界大战日军占领马来亚期间，尽管咖啡店一度陷入困境，但在日军要求下得以继续营业。

## 特点
居銮火车站咖啡店拥有清真认证，以迎合马来西亚多元种族的社会尤其是三大族群，让海南茶文化不局限于华人。

## 荣誉
马新咖啡茶业联合总会曾将居銮火车站咖啡店评选为“100家最具风味传统咖啡茶餐厅”之一。
2022年7月18日，居銮火车站咖啡店名列大马纪录大全，获颁“全马历史最悠久的火车站咖啡店”（OLDEST RAILWAY KOPITIAM IN MALAYSIA），证书由大马记录大全市场总监连耀辉颁发。

## 轶闻
居銮火车站咖啡店见证了马来西亚历史上的许多重要篇章，如第二次世界大战、独立初期、紧急状态、马哈迪·莫哈末担任首相等。
柔佛苏丹依布拉欣·依斯迈每回访问居銮一定会到该咖啡店品尝美食。